# Ауэрман, Надя
На́дя А́уэрман (нем. Nadja Auermann, род. 19 марта 1971, Западный Берлин) — немецкая супермодель и актриса.

## Биография
Родилась Надя Ауэрман в Западном Берлине в семье банкира.
В 1990 году она приехала в Париж, где подписала контракт с агентством Karins Modeling Agency. Спустя год Надя заключила новый контракт, но уже с агентством Elite Model Management. Её фотографии стали часто появляться на обложках многочисленных глянцевых журналов. Надю снимали легендарные фотографы Эллен фон Унверт, Ричард Аведон, Питер Линдберг, Хельмут Ньютон. В качестве модели её приглашали всемирно известные бренды Versace, Valentino, Blumarine, Prada, Anne Klein, Karl Lagerfeld.
В 1997 году Надя Ауэрман родила дочку от Олафа Бьорна. Через два года Надя вышла замуж за немецкого актёра Вольфрама Грандезку и в том же 1999 году родила от него сына Николаса (Nicolas). Но вскоре и этот брак распался.
C 1997 по 1999 год была включена в Книгу рекордов Гиннесса как обладательница самых длинных ног среди женщин-моделей. Длина её ног (от поясницы до пяток) составляет 112 см. Впоследствии рекорд перешёл к Ане Хикман.